# Fricourt
Fricourt là một xã ở tỉnh Somme, vùng Hauts-de-France, Pháp.

## Địa lý
Thị trấn này tọa lạc trên giao lộ giữa tuyến đường D147 và đường D64, khoảng 20 dặm Anh về phía đồng bắc của Amiens.

## History
It was close to the front line for much of World War I and saw particularly fierce fighting during the Battles of the Somme and the Battles of Albert. It is about a kilometre from Mametz.

## Dân số
| 1962                                                           | 1968 | 1975 | 1982 | 1990 | 1999 |
| -------------------------------------------------------------- | ---- | ---- | ---- | ---- | ---- |
| 439                                                            | 471  | 477  | 502  | 466  | 448  |
| Số liệu điều tra dân số từ năm 1962, dân số không tính hai lần |      |      |      |      |      |